# プウ・オオ火口

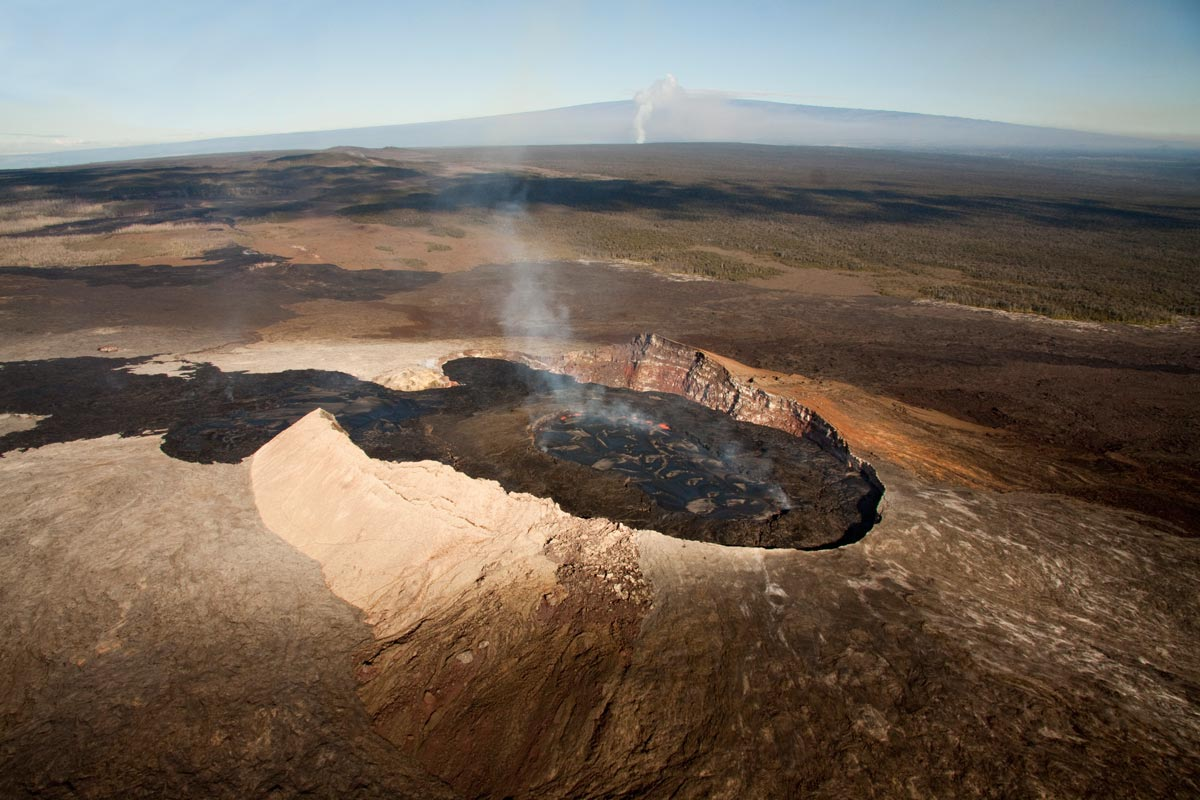
プウ・オオ火口、2011年。

プウ・オオ火口（英語: Puʻu ʻŌʻō）は、アメリカ合衆国ハワイ州ハワイ島のキラウェア火山にある活動中の火口であり、ハワイ火山国立公園の指定区域内にある。 · を入れずにプウオオ火口とも表記する。

## 概要
名称の「プウ」は通常「小山」、「丘」の意味で、「オオ」はハワイ特有の鳥である「オオ」（Oo）を指すと同時に「土を掘る棒」の意味もあるので、この噴火口はハワイ神話の火の女神・ペレが魔法の杖で掘ってできたものであると解釈される。プウ・オオ火口ができてから、カラパナ (ハワイ島)の古老が命名した。
プウ・オオ火口は、キラウエア火山の中心であるハレマウマウ火口から延びる東リフトゾーンと呼ばれる噴火帯の上にある火口で、1983年1月3日から始まった噴火でこの火口ができた。以来、2018年現在まで、溶岩を流すハワイ式噴火をほぼ連続的に継続させている。

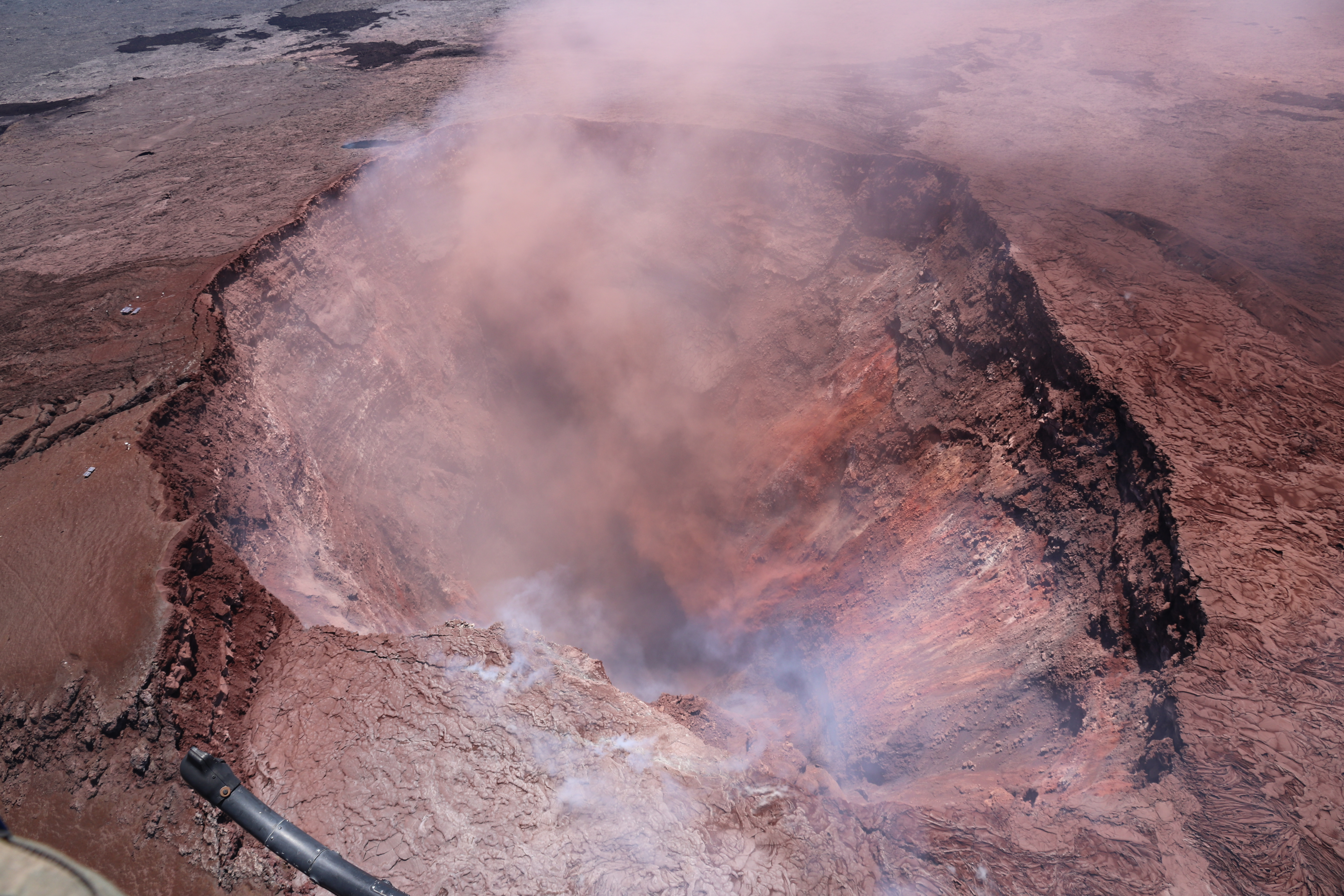
プウ・オオ火口、2018年5月3日。
溶岩で満たされた底が消えている。同日に24km離れた場所で噴火が始まる。2018年ハワイ島プナ地区南部の火山活動も参照。

プウ・オオ火口からの溶岩流は、南へ流れ太平洋へ注ぐことが多いが、時折、北東へも流れている。この方向には町があり、2014年には、溶岩流の末端部がプウ・オオ火口より13kmほども離れたパホアの町の中心150mほどまでに迫ったが、この末端部は同年11月12日の時点で停止したものと判断された。被害などもあったが軽微であった。

## 2018年の変化
2018年4月30日、午後2時頃から地震と地形の変化が増加。プウ・オオ火口の底が陥没していく。しかし天候が悪いためはっきりとした画像は撮影されていない。5月1日、プウ・オオ火口の西側に約1ｋｍの亀裂が発見され。少量の溶岩が噴出した形跡が確認される。 5月3日、0時30分（ハワイ標準時 以下HST）、プウ・オオ火口の南でマグニチュード5.0の地震が起こる。プウ・オオ火口の溶岩湖が低下して消滅、淡いピンク色の噴煙が上がるのが確認される。 5月4日、24km離れたレイラニ・エステーツで溶岩流を伴う噴火が始まる。

## 画像解説

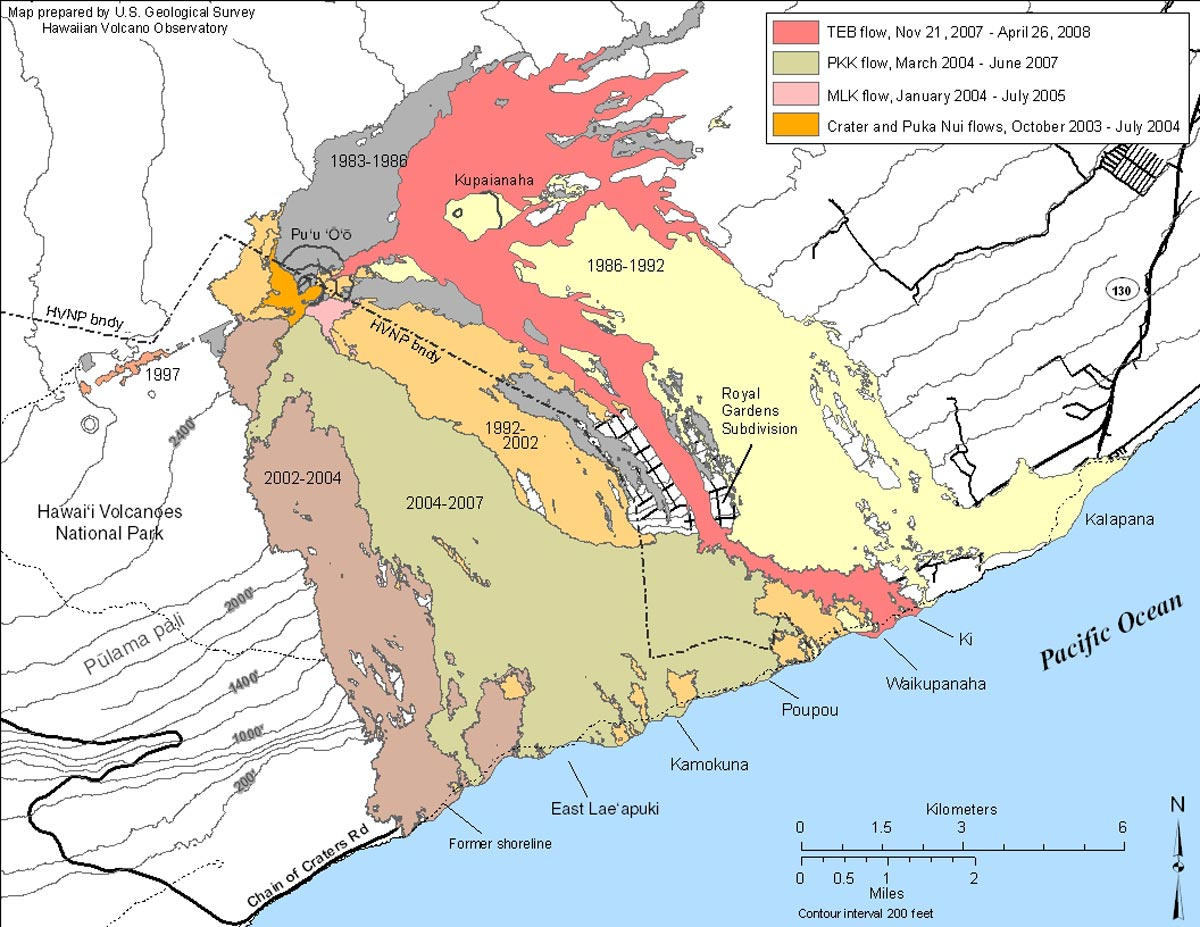
プウ・オオ火口からの溶岩流の分布図（2003-2007年）。
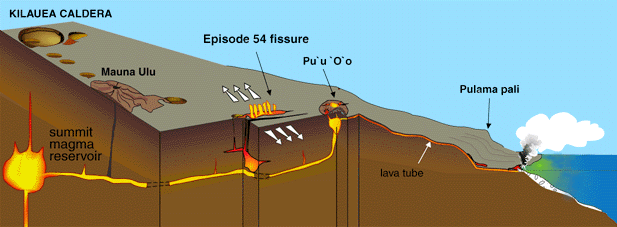
キラウエア火山の東リフトゾーンの火山システム 地下のマグマだまりからマグマが、キラウエア火山の大火口や、マウナ・ウルなどへ流れ、現在はプウ・オオ火口へ出て、溶岩洞を伝って麓に至っている。
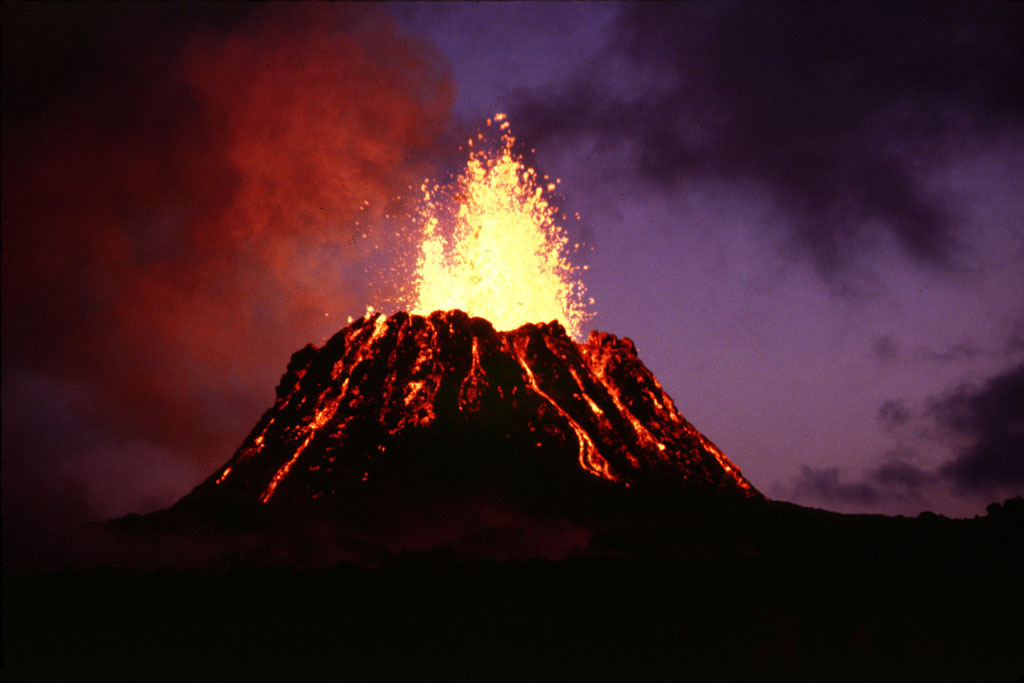
1983年6月のプウ・オオ火口。
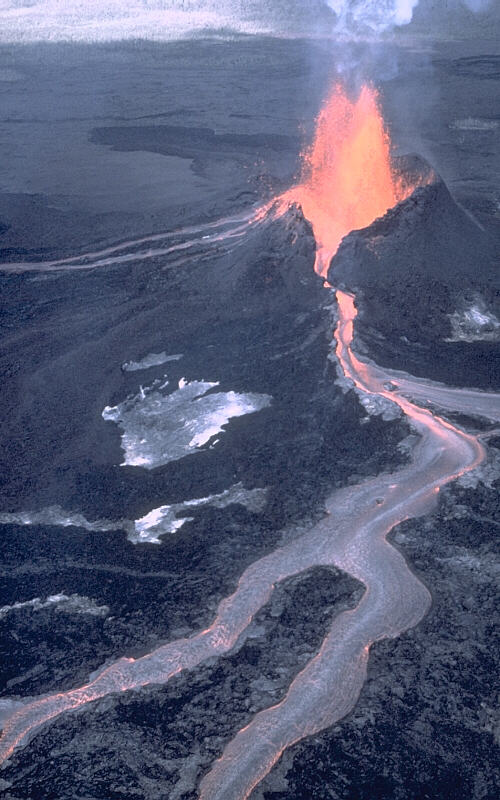
1984年1月のプウ・オオ火口。
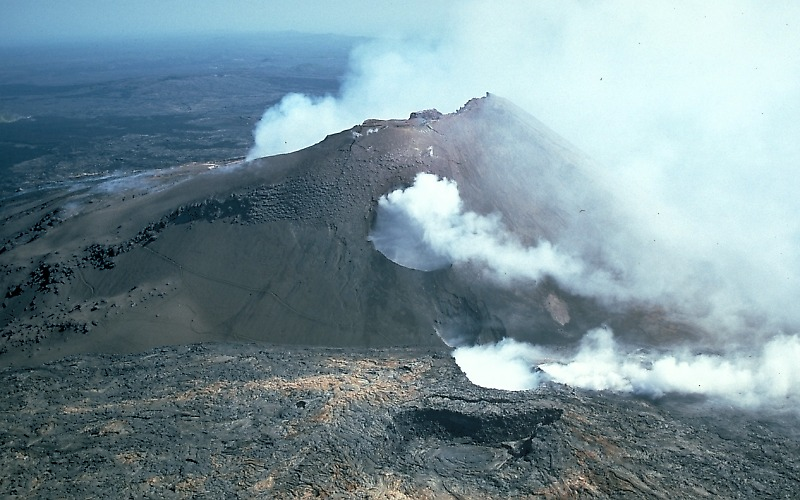
1985年のプウ・オオ火口。
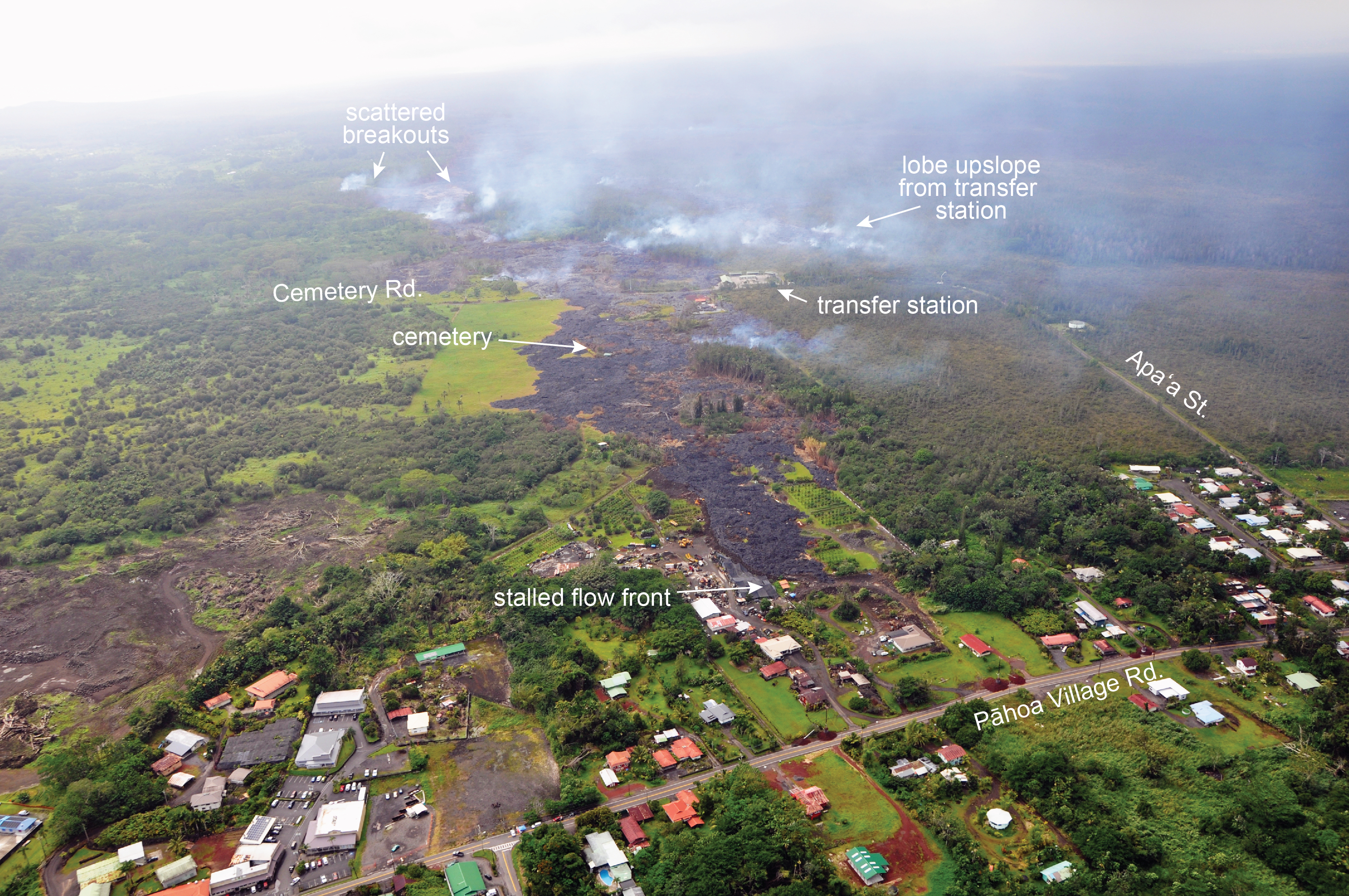
溶岩流に襲われたパホアの町。2014年の11月。
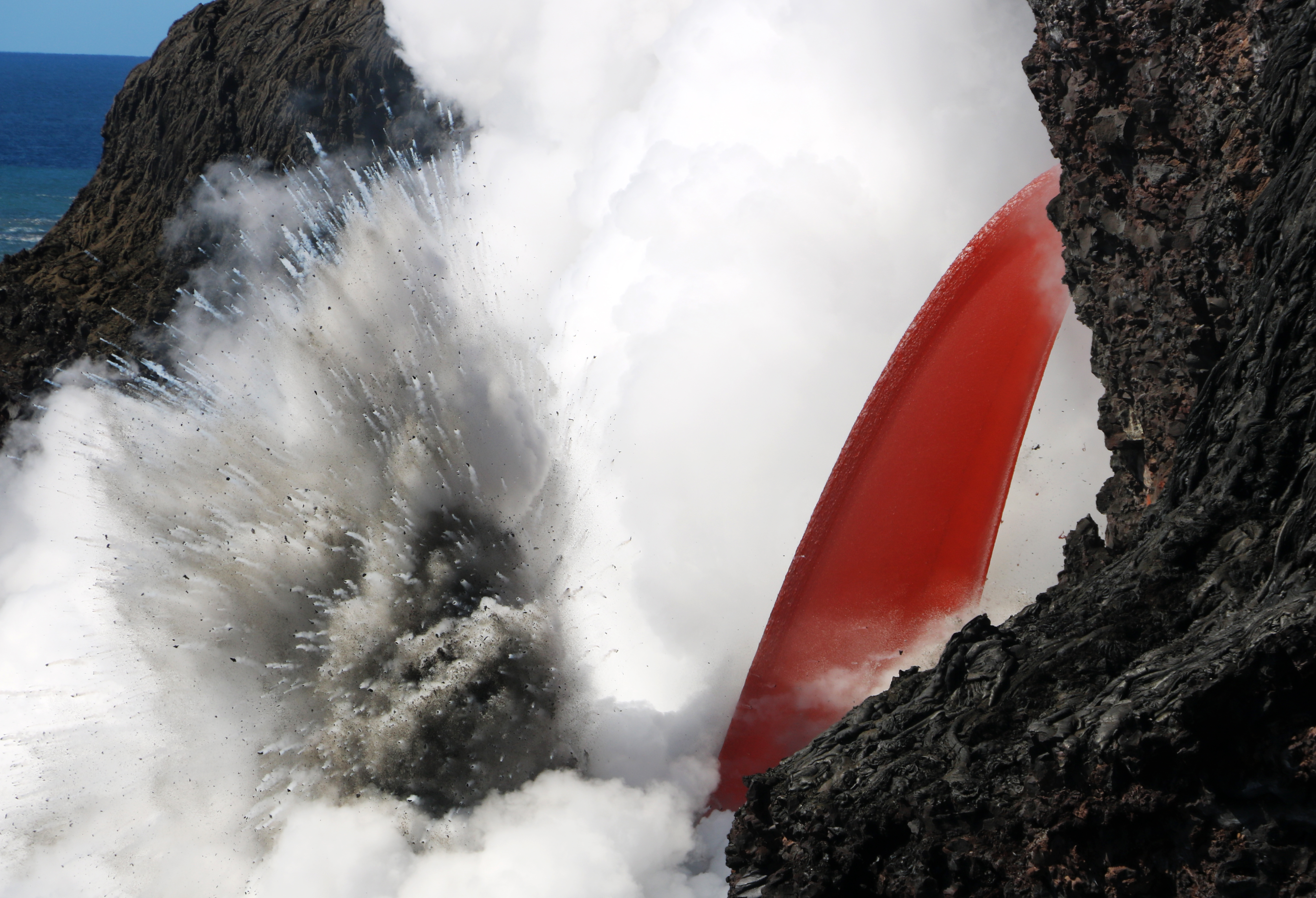
南麓へ向かい海に流れ落ちる溶岩。その熱により水蒸気爆発が起こっている。2017年1月
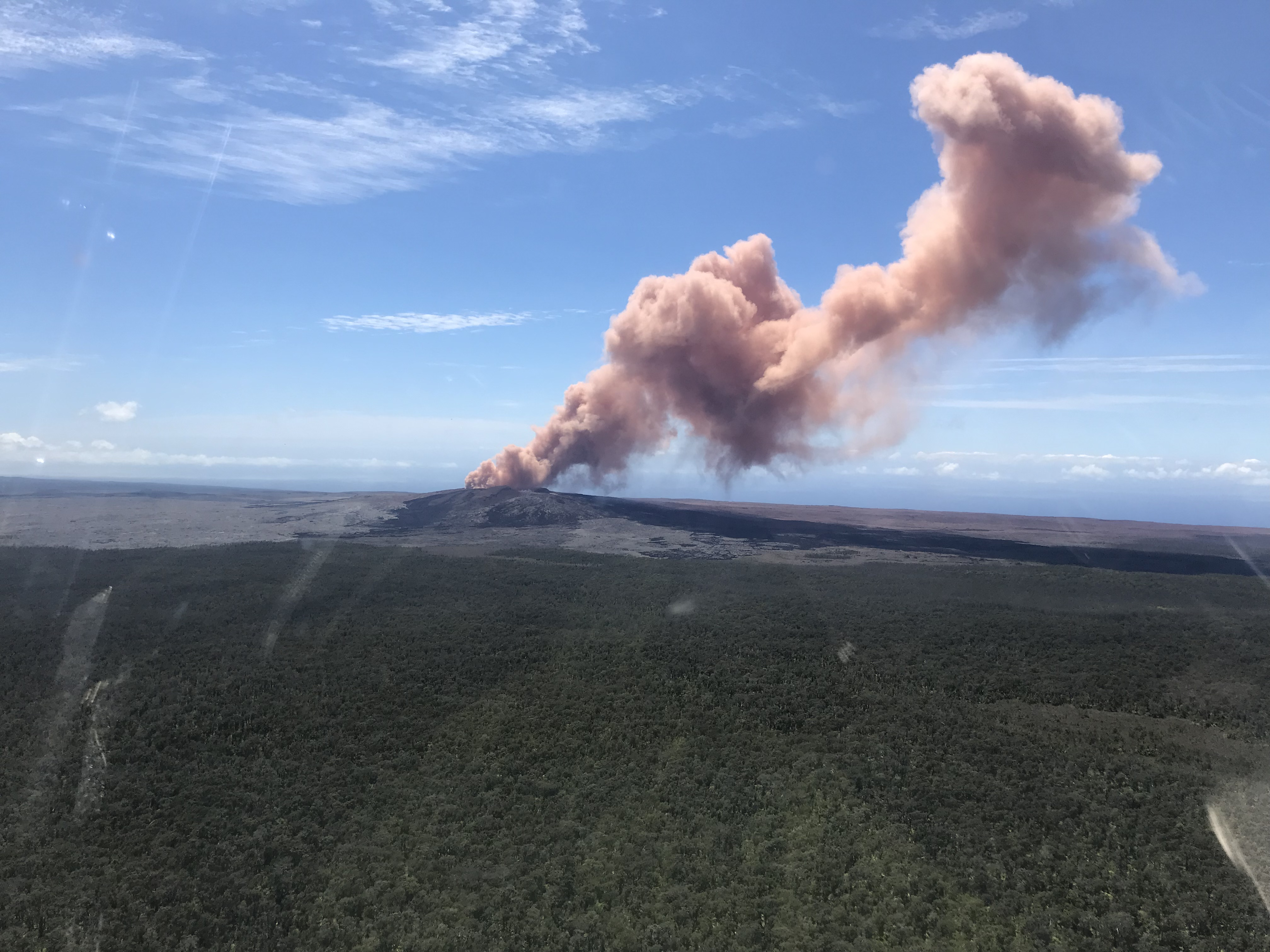
ピンクの煙を上げるプウ・オオ火口[5][6]。2018年5月3日